# Người Mỹ gốc Âu
Người Mỹ gốc Âu (tiếng Anh: European Americans hoặc Euro-Americans) hay còn được gọi là Người Mỹ da trắng (tiếng Anh: White Americans) là người Mỹ có nguồn gốc tổ tiên là người châu Âu. Thuật ngữ này bao gồm những người có nguồn gốc từ những người định cư châu Âu đầu tiên ở Mỹ cũng như những người có nguồn gốc từ những người châu Âu gần đây hơn. Người Mỹ gốc Âu là nhóm dân tộc lớn nhất (hoặc được coi là một nhóm dân tộc theo đúng nghĩa của nó) ở Hoa Kỳ, cả về mặt lịch sử và hiện tại.

## Lịch sử
Người Tây Ban Nha được cho là những người châu Âu đầu tiên thiết lập sự hiện diện liên tục ở nơi hiện là Hoa Kỳ tiếp giáp, với Martín de Argüelles (sinh năm 1566) tại St. Augustine, sau đó là một phần của Florida thuộc Tây Ban Nha. Virginia Dare, sinh ngày 18 tháng 8 năm 1587, là đứa trẻ người Anh đầu tiên được sinh ra ở châu Mỹ. Cô được sinh ra tại thuộc địa Roanoke, nằm ở Bắc Carolina ngày nay, đó là nỗ lực đầu tiên, được thực hiện bởi Nữ hoàng Elizabeth I, để thiết lập một khu định cư Anh vĩnh viễn ở Bắc Mỹ.

## Nhân khẩu

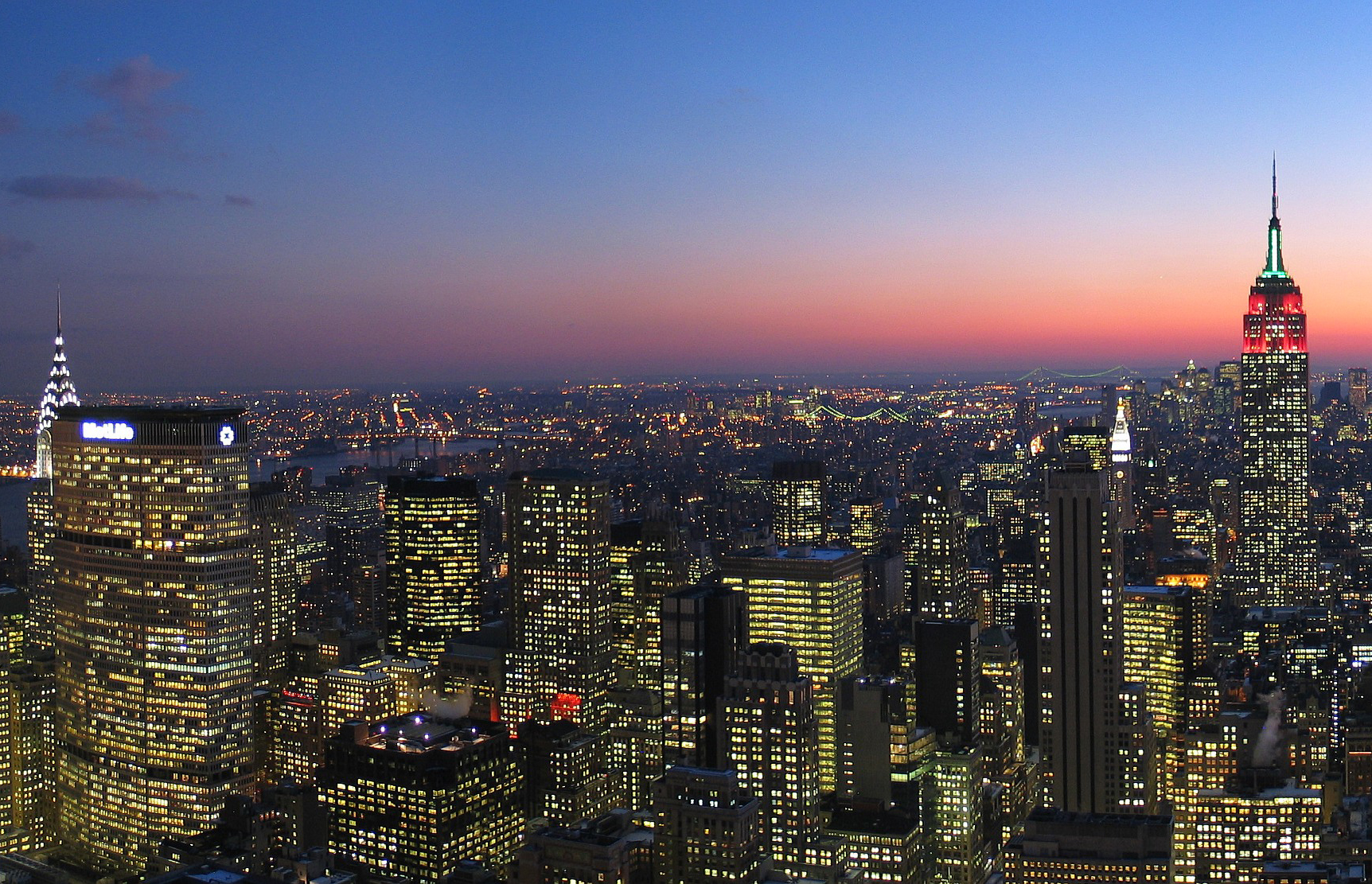
Vùng đô thị thành phố New York là quê hương của dân số châu Âu lớn nhất tại Hoa Kỳ.

Các số dưới đây đưa ra số người Mỹ gốc Âu được đo bằng điều tra dân số Hoa Kỳ năm 1980, 1990 và 2000. Các số này được đo theo các tuyên bố trong các phản ứng điều tra dân số. Điều này dẫn đến sự không chắc chắn về ý nghĩa thực sự của các số liệu: Chẳng hạn, như những gì có thể thấy, theo các số liệu này, dân số người Mỹ gốc Âu đã giảm 40 triệu trong mười năm, nhưng thực tế, đây là một sự phản ánh của việc thay đổi điều tra dân số. Cụ thể, nó phản ánh mức độ phổ biến ngày càng tăng của tùy chọn "người Mỹ" sau khi đưa nó vào làm ví dụ trong các mẫu điều tra dân số năm 2000.
Phân chia dân số người Mỹ gốc Âu thành các thành phần phụ là một bài tập khó và khá độc đoán. Farley (1991) lập luận rằng "vì sự giao thoa sắc tộc, nhiều thế hệ tách biệt người trả lời khỏi tổ tiên của họ và sự không quan trọng rõ ràng với nhiều người da trắng có nguồn gốc châu Âu, các câu trả lời có vẻ không nhất quán".
Đặc biệt, phần lớn người Mỹ gốc Âu có tổ tiên từ một số quốc gia khác nhau và phản ứng với một "tổ tiên" duy nhất cho thấy ít dấu hiệu của nền tảng của người Mỹ ngày nay. Khi chỉ được nhắc nhở cho một phản hồi duy nhất, các ví dụ được đưa ra trên biểu mẫu điều tra dân số và niềm tự hào trong việc xác định các phần đặc biệt hơn của di sản là một yếu tố quan trọng; những điều này có thể sẽ ảnh hưởng xấu đến những con số báo cáo tổ tiên từ Quần đảo Anh. Dữ liệu tổ tiên nhiều phản hồi thường làm tăng đáng kể số lượng báo cáo cho các nhóm tổ tiên chính, mặc dù Farley đi xa để kết luận rằng "không có câu hỏi đơn giản nào sẽ phân biệt những người xác định mạnh mẽ với một nhóm châu Âu cụ thể với những người báo cáo dân tộc tượng trưng hoặc tưởng tượng."
Một ví dụ là vào năm 1980, 23,75 triệu người Mỹ đã tuyên bố tổ tiên của người Anh và 25,85 người đã tuyên bố tổ tiên của người Anh cùng với một hoặc nhiều người khác. Điều này đại diện cho 49,6 triệu người. Bảng dưới đây cho thấy rằng vào năm 1990 khi chỉ có các phản hồi đơn và chính được cho phép, điều này đã giảm xuống còn 32 triệu và năm 2000 xuống còn 24 triệu.
Tổ tiên tự báo cáo lớn nhất vào năm 2000, báo cáo hơn 5 triệu thành viên, theo thứ tự: Đức, Ireland, Anh, Mỹ, Ý, Pháp và Ba Lan. Họ có các bản phân phối khác nhau trong Hoa Kỳ; nói chung, nửa phía bắc của Hoa Kỳ từ Pennsylvania về phía tây bị chi phối bởi tổ tiên của Đức và nửa phía nam của Anh và Mỹ. Ireland có thể được tìm thấy trên toàn bộ đất nước.
Tổ tiên của người Ý phổ biến nhất ở vùng Đông Bắc, người Ba Lan ở Vùng Đại Hồ và Đông Bắc, và người Pháp ở New England và Louisiana. Các nhà thống kê của Cục điều tra dân số Hoa Kỳ ước tính rằng khoảng 62 phần trăm người Mỹ gốc Âu ngày nay là toàn bộ hoặc một phần của tổ tiên Anh, Wales, Ireland hoặc Scotland. Khoảng 86% người Mỹ gốc Âu ngày nay là người gốc Tây Bắc và Trung Âu, và 14% là người gốc Đông Nam Âu và người Mỹ Latinh và Tây Ban Nha da trắng.

### Nguồn gốc tổ tiên

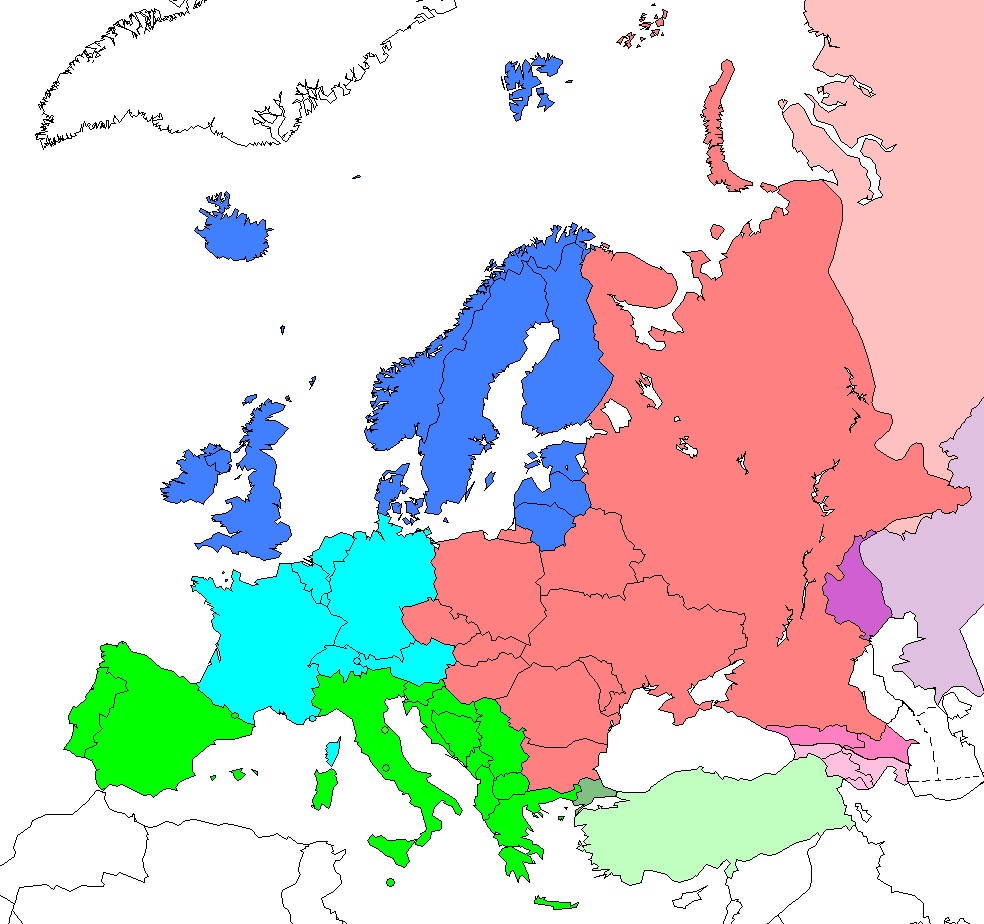
Bắc Âu
Tây Âu
Đông Âu
Nam Âu